# Alessandro Balzan
Alessandro Balzan, född 17 oktober 1980 i Rovigo, är en italiensk racerförare.